# Theodor Sternberg
Theodor Hermann Sternberg (Berlim, 5 de janeiro de 1878 – Tóquio, 18 de abril de 1950) foi um jurista alemão que serviu como um assessor estrangeiro no período Meiji no Japão, onde ele foi um importante contribuinte para o desenvolvimento do direito civil japonês.

## Biografia
Sternberg foi professor na Universidade Imperial de Tóquio de 1913 a 1918. Ele também lecionava ocasionalmente na Universidade Meiji, e em outras grandes universidades japonesas, falando sobre direito civil, direito penal e jurisprudência.
Durante as eras Taisho e Showa, as universidades japonesas ensinavam uma matéria chamada "Direito Alemão". Em 1913, Sternberg foi nomeado professor desta matéria em Todai. Ele viveu no Japão até a sua morte em 1950, sem jamais voltar à Alemanha. Apesar de viver uma vida difícil como Judeu e social-liberal, seus ensinamentos influenciaram um grande número de juristas e politicos importantes da época no Japão, como Kawashima Takeyoshi (1909-1992), Ma-kino Eiichi (1878-1970), Suehiro Izutaro (1888-1951), Tanaka Kotaro (1890-1974), e Wagatsuma Sakae (1897-1973), entre outros. Desde a era Meiji, o ensinamento jurídico Japonês se inspirava da doutrina clássica "sistemática" Alemã, baseada na análise abstrata do Direito Romano. Sternberg introduziu um ensinamento da ciência jurídica mais próximo à vida cotidiana, denominado "Freirecht", "direito livre", envolvido em uma reavalização de leis originárias das cortes e não apenas do Parlamento (jiyûhôron). Este ensinamento do "direito livre" abriu portas à sociologia jurídica, que havia chegado ao Japão dos Estados Unidos após a Primeira Guerra Mundial.
Posteriormente, serviu como consultor para o Ministério da Justiça do Japão (司法省, Shihōshō?) em 1918, e de 1922 a 1925, quando ajudou a supervisionar a implementação dos códigos jurídicos japoneses.

## Obras
- Allgemeine Rechtslehre, 2 Vols. 1904
- Einführung in die Rechtswissenschaft, 1912
- Der Begriff der Philosophie, 1933